# Šišma
Šišma település Csehországban, Přerovi járásban. Šišma Kladníky, Pavlovice u Přerova, Bezuchov, Hradčany, Dřevohostice és Hlinsko településekkel határos. Lakosainak száma 218 fő (2024. január 1.).

## Népesség
A település lakosságának változását az alábbi diagram mutatja:
| Lakosok száma | 308  | 347  | 357  | 339  | 278  | 199  | 210  | 216  | 207  | 218  |
|               | 1869 | 1900 | 1921 | 1961 | 1980 | 2011 | 2016 | 2019 | 2021 | 2024 |